# Argentinische Inseln
Argentinische Inseln ist die Bezeichnung einer Inselgruppe im Wilhelm-Archipel, 5 km westlich der Antarktischen Halbinsel (engl.: Grahamland), 50 km südlich des Palmer-Archipels und nordöstlich der Biscoe-Inseln.  
Die Galíndez-Insel, die Winter-Insel und die Skua-Insel bilden eine, nur durch wenige Meter breite Kanäle getrennte Gruppe, etwas weiter entfernt befinden sich die Uruguay-Insel sowie weitere kleinere Inseln.
Die erste Erwähnung der Inselgruppe erfolgte mit ihrer Benennung durch Jean-Baptiste Charcot, den Leiter der Französischen Antarktisexpedition von 1903 bis 1905. Er benannte sie nach der Argentinischen Republik, deren Regierung den Fregattenkapitän Ismael F. Galíndez (1871–1948) mit der Korvette Uruguay mit der Suche nach der Charcot-Expedition beauftragt hatte, als diese 1905 als verschollen galt.
Auf der Winter-Insel wurde im antarktischen Sommer 1935–1936 durch die British Graham Land Expedition (BGLE) eine Schutzhütte erbaut, die im Jahre 1946, möglicherweise durch einen Tsunami, zerstört wurde. Die am 7. Januar 1947 neu gebaute Schutzhütte des Falkland Island Dependencies Survey (FIDS)  wurde nach James Wordie, einem Teilnehmer an Shackletons Endurance-Expedition, Wordie House genannt. Die Station selbst erhielt die Bezeichnung Station F oder Faraday-Station. Sie wurde mit der Verlegung des Stützpunktes auf die benachbarte Galindez-Insel am 30. Mai 1954 geschlossen.
Das Haupthaus der neuen Station wurde zu Ehren der Krönung von Königin Elisabeth II. im Jahre 1953 Coronation House genannt.
Wordie House ist gemäß dem Antarktis-Vertrag eine Historische Stätte (Historic Site and Monument No. 62).
Die Forschungsstation F (Faraday Station) wurde am 6. Februar 1996 an die Ukraine übergeben, die sie unter dem Namen Wernadski-Station weiter betreibt.